# Nati nel 1985/Aprile
| Questa pagina contiene informazioni ricavate automaticamente dalle voci biografiche con l'ausilio del template Bio e di un bot. L'aggiornamento è periodico e automatico e ricostruisce completamente la pagina. Se manca una persona in questa lista, sei pregato di non aggiungerla, ma accertati piuttosto che la sua voce biografica contenga il template Bio e che i dati anagrafici siano correttamente compilati. Se il template Bio manca, inseriscilo tu stesso o, in alternativa, metti l'avviso {{tmp\|Bio}} che ne segnala la mancanza. Se i dati riportati sono sbagliati, correggi direttamente la voce biografica; le modifiche saranno visibili in questa lista entro pochi giorni. Per chiarimenti vedi il progetto biografie. La lista contiene solo le 446 persone che sono citate nell'enciclopedia e per le quali è stato implementato correttamente il template Bio. Pagina aggiornata al 10 ago 2025. |

- 1º aprile - Mohammed Al-Ghassani, calciatore omanita
- 1º aprile - Gombolkham Ariunbayar, calciatore mongolo
- 1º aprile - Gustavo Ayón, ex cestista messicano
- 1º aprile - Egidijus Dimša, cestista lituano
- 1º aprile - Shay Doron, ex cestista israeliana
- 1º aprile - Laura Fumagalli, ex cestista italiana
- 1º aprile - Gao Wei, ex sollevatrice cinese
- 1º aprile - Daniel Murphy, ex giocatore di baseball statunitense
- 1º aprile - Nicolae Orlovschi, ex calciatore moldavo
- 1º aprile - Şükran Ovalı, attrice turca
- 1º aprile - Park Yeong-hun, goista sudcoreano
- 1º aprile - Manuel Reina Rodríguez, calciatore spagnolo
- 1º aprile - Elizabeth Tweddle, ex ginnasta inglese
- 1º aprile - Yeo Siew Hua, regista e sceneggiatore singaporiano
- 1º aprile - Josh Zuckerman, attore statunitense
- 2 aprile - Matthew Antoine, skeletonista statunitense
- 2 aprile - Cédric Berrest, canottiere francese
- 2 aprile - José María Cárdenas, ex calciatore messicano
- 2 aprile - Dan Collette, ex calciatore lussemburghese
- 2 aprile - Giacomo Devecchi, ex cestista e dirigente sportivo italiano
- 2 aprile - Eleílson Farias de Moura, ex calciatore brasiliano
- 2 aprile - Wilnelia González, pallavolista portoricana
- 2 aprile - Patrik Haginge, ex calciatore svedese
- 2 aprile - James Haskell, ex rugbista a 15 britannico
- 2 aprile - Vladimir Kuljanin, ex cestista canadese
- 2 aprile - Stéphane Lambiel, ex pattinatore artistico su ghiaccio svizzero
- 2 aprile - Gustavo Menini, giocatore di calcio a 5 brasiliano
- 2 aprile - Fadel al-Najjar, ex cestista giordano
- 2 aprile - Jonathan Ñíguez, calciatore spagnolo
- 2 aprile - Víctor Ormazábal, ex calciatore argentino
- 2 aprile - Molly Smitten-Downes, cantautrice britannica
- 2 aprile - Quinta Steenbergen, pallavolista olandese
- 2 aprile - Rafael Tosta, giocatore di calcio a 5 brasiliano
- 2 aprile - Reket, rapper, produttore discografico e attore estone
- 2 aprile - Róbert Veselovský, calciatore slovacco
- 3 aprile - Osmay Acosta, pugile cubano
- 3 aprile - Óscar Darío Ayala, ex calciatore paraguaiano
- 3 aprile - Jonathan Clay, cantautore e musicista statunitense
- 3 aprile - Brandyn Dombrowski, giocatore di football americano statunitense
- 3 aprile - Marcello Gazzola, ex calciatore italiano
- 3 aprile - Aramis Haywood, calciatore e giocatore di calcio a 5 panamense
- 3 aprile - Vlastimir Jovanović, calciatore bosniaco
- 3 aprile - Dmytro Kryvcov, ex ciclista su strada ucraino
- 3 aprile - Jari-Matti Latvala, dirigente sportivo e pilota di rally finlandese
- 3 aprile - Leona Lewis, cantautrice, attrice e personaggio televisivo britannica
- 3 aprile - Tomi Nybäck, scacchista finlandese
- 3 aprile - Gediminas Petrauskas, allenatore di pallacanestro lituano
- 3 aprile - Armintie Price, ex cestista e allenatrice di pallacanestro statunitense
- 3 aprile - Aljaksandr Pustahvar, cestista bielorusso
- 3 aprile - Rifujin na Magonote, romanziere giapponese
- 3 aprile - Sim Woo-yeon, calciatore sudcoreano
- 3 aprile - Darío Stefanatto, ex calciatore argentino
- 3 aprile - Flavio Stückemann, cestista tedesco
- 3 aprile - Karolin Thomas, ex calciatrice tedesca
- 3 aprile - Agostino Zortea, ex fondista italiano
- 4 aprile - Alison Bales, ex cestista statunitense
- 4 aprile - Silvia Favento, ex cestista italiana
- 4 aprile - Rudy Fernández, ex cestista spagnolo
- 4 aprile - Todrick Hall, cantautore, ballerino e personaggio televisivo statunitense
- 4 aprile - Thankgod Ike, ex calciatore nigeriano
- 4 aprile - Tomasz Lisowski, ex calciatore polacco
- 4 aprile - Wim Raymaekers, allenatore di calcio e ex calciatore belga
- 4 aprile - Denys Rebryk, ex calciatore ucraino
- 4 aprile - Yvan Sagnet, attivista e scrittore camerunese
- 4 aprile - Dudi Sela, ex tennista israeliano
- 5 aprile - Erwin l'Ami, scacchista olandese
- 5 aprile - Diego Barcelos, ex calciatore brasiliano
- 5 aprile - Daniel Congré, ex calciatore francese
- 5 aprile - Paola Deiana, politica italiana
- 5 aprile - Flowsik, rapper, compositore e cantautore statunitense
- 5 aprile - Federico Forlai, giocatore di football americano italiano
- 5 aprile - Parnel Guerrier, ex calciatore haitiano
- 5 aprile - Jolanda Keizer, multiplista olandese
- 5 aprile - Sergej Khachatryan, violinista armeno
- 5 aprile - Felipe Lima, ex nuotatore brasiliano
- 5 aprile - Júnior César Moreira da Cunha, ex calciatore brasiliano
- 5 aprile - Khadim N'Diaye, calciatore senegalese
- 5 aprile - Linas Pilibaitis, calciatore lituano
- 5 aprile - Angela Schirò, politica italiana
- 5 aprile - Fábio Emanuel Moreira Silva, ex calciatore portoghese
- 5 aprile - Jan Smeets, scacchista olandese
- 5 aprile - Marcin Smoliński, calciatore polacco
- 5 aprile - Kristof Vandewalle, ex ciclista su strada belga
- 6 aprile - Anna Avdeeva, pesista russa
- 6 aprile - Panchi Barrera, cestista uruguaiano
- 6 aprile - Abdul Fatawu Dauda, ex calciatore ghanese
- 6 aprile - David Fernández Cortázar, ex calciatore spagnolo
- 6 aprile - Levan Khmaladze, calciatore georgiano
- 6 aprile - Lu Ying-chi, sollevatrice taiwanese
- 6 aprile - Alessandra Mason, ballerina e personaggio televisivo italiana
- 6 aprile - Frank Oliver Ongfiang, ex calciatore camerunese
- 6 aprile - Aleksandrs Samoilovs, giocatore di beach volley lettone
- 6 aprile - Sinqua Walls, attore statunitense
- 6 aprile - Zhao Xue, scacchista cinese
- 6 aprile - Ana del Rey, attrice, cantante e ballerina spagnola
- 7 aprile - Sean Banan, cantante, rapper e comico iraniano
- 7 aprile - Jack Bauer, ciclista su strada neozelandese
- 7 aprile - Mbala Mbuta Biscotte, ex calciatore della Repubblica Democratica del Congo
- 7 aprile - Dahiana Burgos, pallavolista dominicana
- 7 aprile - KC Concepcion, attrice e cantante filippina
- 7 aprile - Helah Kiprop, mezzofondista e maratoneta keniota
- 7 aprile - Saad Lamjarred, cantautore, attore e ballerino marocchino
- 7 aprile - Tomas Maronesi, calciatore brasiliano
- 7 aprile - Scott Robertson, ex calciatore scozzese
- 7 aprile - Thomas Sandsør, giocatore di calcio a 5, calciatore e giocatore di beach soccer norvegese
- 7 aprile - Csaba Somogyi, calciatore ungherese
- 7 aprile - David Šteffel, ex cestista ceco
- 7 aprile - Humza Yousaf, politico scozzese
- 8 aprile - Philippe Adamski, orientista francese
- 8 aprile - Gabriele Brussolo, rugbista a 15 italiano
- 8 aprile - Roberto Carboni, ex calciatore argentino
- 8 aprile - Ricardo Dal Moro, top model e attore brasiliano
- 8 aprile - Nicolás Domingo, ex calciatore argentino
- 8 aprile - Jarvis Gunter, ex cestista statunitense
- 8 aprile - Rachid Hamdani, calciatore francese
- 8 aprile - Marie Marchand-Arvier, ex sciatrice alpina francese
- 8 aprile - Emmanuel Perea, ex calciatore argentino
- 8 aprile - Yemane Tsegay, maratoneta etiope
- 8 aprile - Andrea Vigentini, cantante, compositore e musicista italiano
- 8 aprile - Darnell Wilson, ex cestista statunitense
- 9 aprile - Tim Bendzko, cantautore tedesco
- 9 aprile - Martín Bonjour, ex calciatore argentino
- 9 aprile - Brian Elliott, hockeista su ghiaccio canadese
- 9 aprile - Saúl Fernández García, ex calciatore spagnolo
- 9 aprile - Davide Ghersini, arbitro di calcio italiano
- 9 aprile - Senidah, cantante slovena
- 9 aprile - Marcin Kowalczyk, ex calciatore polacco
- 9 aprile - Catherine Lacey, scrittrice statunitense
- 9 aprile - Rafael López Gómez, ex calciatore spagnolo
- 9 aprile - Emmanouil Mylonakis, pallanuotista greco
- 9 aprile - Christian Noboa, calciatore ecuadoriano
- 9 aprile - Antonio Nocerino, allenatore di calcio e ex calciatore italiano
- 9 aprile - Alcide Pierantozzi, scrittore italiano
- 9 aprile - David Robertson, giocatore di baseball statunitense
- 9 aprile - Dušan Uškovič, ex calciatore slovacco
- 9 aprile - Sebastián Vázquez, cestista uruguaiano
- 9 aprile - Linda Villumsen, ex ciclista su strada danese
- 9 aprile - David Wilson, ex rugbista a 15 britannico
- 9 aprile - Tomohisa Yamashita, cantante e attore giapponese
- 9 aprile - David Zauner, ex saltatore con gli sci e ex combinatista nordico austriaco
- 10 aprile - Barkhad Abdi, attore somalo
- 10 aprile - Juan Carlos Arce, calciatore boliviano
- 10 aprile - Alessandro Bonetti, pilota automobilistico italiano
- 10 aprile - Michele Capra, pallavolista italiano
- 10 aprile - Willo Flood, ex calciatore irlandese
- 10 aprile - Jesús Gámez, ex calciatore spagnolo
- 10 aprile - Brian Ihnačák, dirigente sportivo e ex hockeista su ghiaccio canadese
- 10 aprile - Lina Jacques-Sébastien, velocista francese
- 10 aprile - Christie Laing, attrice canadese
- 10 aprile - Raimana Li Fung Kuee, giocatore di beach soccer tahitiano
- 10 aprile - Isabelle Mambingo, calciatrice camerunese
- 10 aprile - Dion Phaneuf, ex hockeista su ghiaccio canadese
- 10 aprile - Tyler Polumbus, ex giocatore di football americano statunitense
- 10 aprile - Maurício Ramos, ex calciatore brasiliano
- 10 aprile - Antonio Rapuano, arbitro di calcio italiano
- 10 aprile - Dmitrij Rigin, schermidore russo
- 10 aprile - Jazmine Sepúlveda, ex cestista statunitense
- 10 aprile - Wang Meng, ex pattinatrice di short track cinese
- 10 aprile - Yannick Yenga, ex calciatore congolese (Repubblica Democratica del Congo)
- 10 aprile - Tomáš Černý, ex calciatore ceco
- 11 aprile - Ivana Bramborová, pallavolista slovacca
- 11 aprile - William Clarke, ciclista su strada australiano
- 11 aprile - Lance Davids, ex calciatore sudafricano
- 11 aprile - Laila Friis-Salling, sciatrice freestyle groenlandese
- 11 aprile - Pablo Hernández Domínguez, ex calciatore spagnolo
- 11 aprile - Jasmina Ilić, ex cestista serba
- 11 aprile - Denise Kemkers, pesista e discobola olandese
- 11 aprile - Lee Keun-ho, ex calciatore sudcoreano
- 11 aprile - Sean Marshall, ex cestista statunitense
- 11 aprile - Sulliman Mazadou, ex calciatore nigerino
- 11 aprile - Felix Sunzu, calciatore zambiano
- 11 aprile - Luis Arcángel Ramos Colón, calciatore honduregno
- 11 aprile - Yōhei Toyoda, ex calciatore giapponese
- 11 aprile - Neven Vukman, calciatore croato
- 11 aprile - Paul Williams, ex rugbista a 15 e arbitro di rugby a 15 neozelandese
- 12 aprile - Davide Bassi, ex calciatore italiano
- 12 aprile - Jeísa Chiminazzo, modella brasiliana
- 12 aprile - Martín Colombo, ex calciatore uruguaiano
- 12 aprile - Marco di Carli, nuotatore tedesco
- 12 aprile - Bruno Rodrigo, ex calciatore brasiliano
- 12 aprile - Danilo Fevola, ex cestista italiano
- 12 aprile - Jonte Flowers, ex cestista statunitense
- 12 aprile - Simona Gherman, schermitrice rumena
- 12 aprile - Ted Ginn, giocatore di football americano statunitense
- 12 aprile - Hernán Grana, calciatore argentino
- 12 aprile - Şəhriyar Məmmədyarov, scacchista azero
- 12 aprile - Siri Nilsen, cantante norvegese
- 12 aprile - Drew Roberts, ex sciatore alpino statunitense
- 12 aprile - Fatimatou Sacko, ex cestista francese
- 12 aprile - Ol'ga Serjabkina, cantautrice e ballerina russa
- 12 aprile - Hitomi Yoshizawa, cantante giapponese
- 13 aprile - Alejandro Abadie, rugbista a 15 argentino
- 13 aprile - Giovanni Atzeni, fantino italiano
- 13 aprile - Alessandro Camisa, ex calciatore italiano
- 13 aprile - Carmen Carrera, modella e personaggio televisivo statunitense
- 13 aprile - Tino Edelmann, ex combinatista nordico tedesco
- 13 aprile - Gina Lewandowski, ex calciatrice statunitense
- 13 aprile - Youssef Rabeh, calciatore marocchino
- 13 aprile - Kerim Zengin, ex calciatore turco
- 14 aprile - Emiliano Cortellazzi, pallavolista italiano
- 14 aprile - Jussier Formiga, artista marziale misto brasiliano
- 14 aprile - Henk Grol, judoka olandese
- 14 aprile - Olena Kostevyč, tiratrice a segno ucraina
- 14 aprile - Christoph Leitgeb, ex calciatore austriaco
- 14 aprile - Miriam Leone, attrice, conduttrice televisiva e ex modella italiana
- 14 aprile - António Filipe, calciatore portoghese
- 14 aprile - Michal Papadopulos, ex calciatore ceco
- 14 aprile - Scott Seiver, giocatore di poker statunitense
- 14 aprile - Elio Shazivari, ex calciatore albanese
- 15 aprile - Mohammed Al-Hakim, arbitro di calcio svedese
- 15 aprile - Calum Angus, ex calciatore inglese
- 15 aprile - Emanuele Bosi, attore italiano
- 15 aprile - Andre Caldwell, giocatore di football americano statunitense
- 15 aprile - Garrard Conley, scrittore statunitense
- 15 aprile - Guillermo Guerrero, arbitro di calcio ecuadoriano
- 15 aprile - Srđa Knežević, ex calciatore serbo
- 15 aprile - Aaron Laffey, giocatore di baseball statunitense
- 15 aprile - Anaïs Laurendon, ex tennista francese
- 15 aprile - Will Leer, mezzofondista statunitense
- 15 aprile - Shay Murphy, ex cestista statunitense
- 15 aprile - Claudio Negri, cestista e allenatore di pallacanestro italiano
- 15 aprile - Amy Ried, ex attrice pornografica statunitense
- 15 aprile - Julian Schuster, allenatore di calcio e ex calciatore tedesco
- 15 aprile - Olman Vargas, ex calciatore costaricano
- 15 aprile - Marko Virtala, ex hockeista su ghiaccio finlandese
- 16 aprile - Chantal Achterberg, canottiera olandese
- 16 aprile - Matías Alonso, ex calciatore uruguaiano
- 16 aprile - Gustavo Bolívar, ex calciatore colombiano
- 16 aprile - Luol Deng, ex cestista, dirigente sportivo e allenatore di pallacanestro sudsudanese
- 16 aprile - Nate Diaz, artista marziale misto statunitense
- 16 aprile - Bram Van Driessche, arbitro di calcio belga
- 16 aprile - Noah Fleiss, attore statunitense
- 16 aprile - Andreas Granqvist, dirigente sportivo, allenatore di calcio e ex calciatore svedese
- 16 aprile - Sam Hyde, comico statunitense
- 16 aprile - Brendon Leonard, ex rugbista a 15 neozelandese
- 16 aprile - Vladimir Micov, ex cestista serbo
- 16 aprile - Neige, musicista francese
- 16 aprile - Carlos Gerardo Rodríguez, ex calciatore messicano
- 16 aprile - Benjamín Rojas, attore, cantante e compositore argentino
- 16 aprile - Katerina Stikoudī, cantante, modella e conduttrice televisiva greca
- 16 aprile - Taye Taiwo, ex calciatore nigeriano
- 16 aprile - Olivier Werner, ex calciatore belga
- 16 aprile - Leon Whittaker, calciatore britannico
- 17 aprile - Jonathan Cheever, snowboarder statunitense
- 17 aprile - Antonio Graves, ex cestista statunitense
- 17 aprile - Takuya Honda, ex calciatore giapponese
- 17 aprile - Kęstutis Ivaškevičius, ex calciatore lituano
- 17 aprile - Rooney Mara, attrice statunitense
- 17 aprile - Luke Mitchell, attore australiano
- 17 aprile - Luis Miguel Noriega, ex calciatore messicano
- 17 aprile - Silvia Passon, ex cestista italiana
- 17 aprile - Evandro Soldati, supermodello e stilista brasiliano
- 17 aprile - Caner Topaloğlu, ex cestista turco
- 17 aprile - Jo-Wilfried Tsonga, ex tennista francese
- 18 aprile - Łukasz Fabiański, calciatore polacco
- 18 aprile - Artur Gajek, ex ciclista su strada tedesco
- 18 aprile - José Luis García, ex calciatore argentino
- 18 aprile - Tom Hughes, attore britannico
- 18 aprile - Walter Iglesias, calciatore argentino
- 18 aprile - Jessica Lu, attrice e modella statunitense
- 18 aprile - Pürevdorjiin Serdamba, pugile mongolo
- 18 aprile - Rachel Smith, modella statunitense
- 18 aprile - Elena Temnikova, cantante, personaggio televisivo e stilista russa
- 18 aprile - Péter Tibolya, pentatleta ungherese
- 18 aprile - Thepchaiya Un-Nooh, giocatore di snooker thailandese
- 18 aprile - Yang Yu, calciatore cinese
- 19 aprile - Muhammad Al Maghrabi, calciatore libico
- 19 aprile - Valon Behrami, ex calciatore svizzero
- 19 aprile - Gustavo Colman, ex calciatore argentino
- 19 aprile - Zack Conroy, attore statunitense
- 19 aprile - Alexia Degremont, attrice, cantante e ballerina francese
- 19 aprile - Sebastián Ereros, ex calciatore argentino
- 19 aprile - Lacrim, rapper francese
- 19 aprile - Daniel Lopar, ex calciatore svizzero
- 19 aprile - Nicolas Maurice-Belay, ex calciatore francese
- 19 aprile - Maša Maškova, attrice russa
- 19 aprile - Meselech Melkamu, mezzofondista e maratoneta etiope
- 19 aprile - Phillip Merling, giocatore di football americano statunitense
- 19 aprile - Néstor Moiraghi, calciatore argentino
- 19 aprile - Lisa Streich, compositrice svedese
- 19 aprile - Aleksandr Tret'jakov, skeletonista russo
- 19 aprile - Arkady Martine, scrittrice e storica statunitense
- 19 aprile - Zhang Xi, giocatrice di beach volley cinese
- 19 aprile - Niki Zimling, dirigente sportivo e ex calciatore danese
- 19 aprile - Jan Zimmermann, allenatore di calcio e ex calciatore tedesco
- 20 aprile - Jozef Adámik, calciatore slovacco
- 20 aprile - Kamil Chanas, cestista polacco
- 20 aprile - Tony Craig, calciatore inglese
- 20 aprile - Ognjen Damnjanović, calciatore serbo
- 20 aprile - Brad Evans, ex calciatore statunitense
- 20 aprile - Baye Djiby Fall, allenatore di calcio e ex calciatore senegalese
- 20 aprile - Felipe Félix, ex calciatore brasiliano
- 20 aprile - Curt Hawkins, wrestler statunitense
- 20 aprile - Ehsan Jami, politico iraniano
- 20 aprile - Juma Kaseja, calciatore tanzaniano
- 20 aprile - Michał Kościuszko, pilota di rally polacco
- 20 aprile - Wendell Lissimore, modello statunitense
- 20 aprile - Billy Magnussen, attore statunitense
- 20 aprile - Nikolaj Markov, ex calciatore uzbeko
- 20 aprile - Bergur Midjord, ex calciatore faroese
- 20 aprile - Pavle Ninkov, calciatore serbo
- 20 aprile - Brent Seabrook, ex hockeista su ghiaccio canadese
- 20 aprile - Nina Žižić, cantante montenegrina
- 21 aprile - Jessica Clark, modella e attrice britannica
- 21 aprile - Takurō Fujii, ex nuotatore giapponese
- 21 aprile - Anzur Ismoilov, calciatore uzbeko
- 21 aprile - Andy Jones, stuntman e tuffatore statunitense
- 21 aprile - Spike, rapper rumeno
- 21 aprile - Palina Rojinski, attrice e conduttrice televisiva russa
- 21 aprile - Wesllem, ex calciatore portoghese
- 22 aprile - Margaret Adeoye, velocista britannica
- 22 aprile - Sam Altman, informatico, imprenditore e dirigente d'azienda statunitense
- 22 aprile - Misaki Amano, ex calciatrice giapponese
- 22 aprile - Pablo Cáceres Rodríguez, ex calciatore uruguaiano
- 22 aprile - Andrea Carozza, ex calciatore italiano
- 22 aprile - Kristin Fairlie, attrice canadese
- 22 aprile - Camille Lacourt, ex nuotatore francese
- 22 aprile - Lenka Masná, mezzofondista e velocista ceca
- 22 aprile - Tatsuya Masushima, allenatore di calcio e ex calciatore giapponese
- 22 aprile - Dávid Mohl, calciatore ungherese
- 22 aprile - Darren Pratley, ex calciatore inglese
- 22 aprile - Leandro Salino, ex calciatore brasiliano
- 22 aprile - Ksenija Symonova, artista ucraina
- 22 aprile - Brian Thornton, pallavolista statunitense
- 22 aprile - You Kwang-woo, pallavolista sudcoreano
- 23 aprile - Gastón Bojanich, calciatore argentino
- 23 aprile - Warren Carter, ex cestista statunitense
- 23 aprile - Marianne Cruz, modella dominicana
- 23 aprile - Fie Udby Erichsen, canottiera danese
- 23 aprile - Thibaut Fauconnet, pattinatore di short track francese
- 23 aprile - Sebastian Freis, ex calciatore tedesco
- 23 aprile - Jānis Gailītis, allenatore di pallacanestro e ex cestista lettone
- 23 aprile - Jurgita Jurkutė, modella e attrice lituana
- 23 aprile - Tina Kay, ex attrice pornografica lituana
- 23 aprile - Kun Kan Chong, ex calciatore macaense
- 23 aprile - Tony Martin, ex ciclista su strada e ex pistard tedesco
- 23 aprile - Hirofumi Moriyasu, ex calciatore giapponese
- 23 aprile - Travis Shelton, giocatore di football americano statunitense
- 23 aprile - Ousmane Sidibé, ex calciatore guineano
- 23 aprile - Rachel Skarsten, attrice canadese
- 23 aprile - Carlos Emanuel Soares Tavares, ex calciatore portoghese
- 24 aprile - Carlos Bellvís, ex calciatore spagnolo
- 24 aprile - Alexandru Bourceanu, ex calciatore rumeno
- 24 aprile - Kokou Donou, calciatore togolese
- 24 aprile - Courtnee Draper, attrice statunitense
- 24 aprile - Morgan Evans, cantante australiano
- 24 aprile - Joséphine Jobert, attrice, cantante e doppiatrice francese
- 24 aprile - José Mendes, ciclista su strada portoghese
- 24 aprile - Kaori Nazuka, attrice e doppiatrice giapponese
- 24 aprile - Jakub Petružálek, hockeista su ghiaccio ceco
- 24 aprile - Ryan Reid, giocatore di baseball statunitense
- 24 aprile - Mike Rodgers, velocista statunitense
- 24 aprile - Michael Ríos, calciatore cileno
- 24 aprile - Baldur Sigurðsson, ex calciatore islandese
- 24 aprile - Pauline Soullard, pallavolista francese
- 24 aprile - Gonzalo Tiesi, ex rugbista a 15 argentino
- 24 aprile - Anatoli Todorov, ex calciatore bulgaro
- 24 aprile - Tiago Valente, allenatore di calcio e ex calciatore portoghese
- 24 aprile - Enrique Villaurrutia, ex calciatore cubano
- 24 aprile - Federica Zandegiacomo, ex hockeista su ghiaccio italiana
- 25 aprile - Matt Bauscher, ex cestista statunitense
- 25 aprile - Aleksandra Chomać, ex cestista polacca
- 25 aprile - Andrea Coda, calciatore italiano
- 25 aprile - Inzaghi Donígio, ex calciatore guineense
- 25 aprile - Giedo van der Garde, ex pilota automobilistico olandese
- 25 aprile - Erand Hoxha, ex calciatore albanese
- 25 aprile - Rami Jridi, calciatore tunisino
- 25 aprile - Johanna Kurkela, cantante finlandese
- 25 aprile - Vahagn Minasyan, ex calciatore armeno
- 25 aprile - Beatrice Patrese, cavallerizza italiana
- 25 aprile - Duško Pijetlović, pallanuotista serbo
- 25 aprile - Rodrigo Ángel Gil Torres, ex calciatore spagnolo
- 25 aprile - Jan Roelofs, pilota motociclistico olandese
- 25 aprile - Serhij Rožok, calciatore ucraino († 2024)
- 26 aprile - Giuseppe Marco Albano, regista, sceneggiatore e produttore cinematografico italiano
- 26 aprile - Mari Asabuki, fumettista giapponese
- 26 aprile - Jure Bogataj, ex saltatore con gli sci sloveno
- 26 aprile - Scott Brown, ex calciatore inglese
- 26 aprile - Serena Coppolino, ex calciatrice italiana
- 26 aprile - Artem Fedec'kyj, ex calciatore ucraino
- 26 aprile - Jakub Giża, ex pesista polacco
- 26 aprile - Falk Hentschel, attore, ballerino e coreografo tedesco
- 26 aprile - Ida Ingemarsdotter, ex fondista svedese
- 26 aprile - John Isner, ex tennista statunitense
- 26 aprile - Tiffany Jackson, cestista e allenatrice di pallacanestro statunitense († 2022)
- 26 aprile - Jemima Kirke, pittrice, attrice e regista britannica
- 26 aprile - Nam Gyu-ri, attrice e cantante sudcoreana
- 26 aprile - Anduele Pryor, ex calciatore surinamese
- 26 aprile - Samuel Llorca Ripoll, ex calciatore spagnolo
- 26 aprile - Sean Rodríguez, giocatore di baseball statunitense
- 26 aprile - Anupam Sarkar, ex calciatore indiano
- 26 aprile - Matilde Siracusano, politica italiana
- 26 aprile - Kenny Thompson, ex calciatore belga
- 26 aprile - Vassoura, giocatore di calcio a 5 brasiliano
- 27 aprile - Anita Asante, ex calciatrice inglese
- 27 aprile - Michela Este, rugbista a 15 italiana
- 27 aprile - Jon Howard, cantautore, chitarrista e compositore statunitense
- 27 aprile - Jamie Gray Hyder, attrice e modella statunitense
- 27 aprile - Victoria Larchenko, attrice ucraina
- 27 aprile - Jeff Parmer, cestista statunitense
- 27 aprile - Anna Skellern, attrice australiana
- 27 aprile - Sheila Vand, attrice statunitense
- 27 aprile - Horacio Zeballos, tennista argentino
- 28 aprile - Brandon Baker, attore statunitense
- 28 aprile - Nausicaa Bonnín, attrice spagnola
- 28 aprile - José Leonardo Cáceres, calciatore paraguaiano
- 28 aprile - Kimberly Derrick, pattinatrice di short track statunitense
- 28 aprile - Andrij Djačkov, pallavolista ucraino
- 28 aprile - Alizée Gaillard, modella svizzera
- 28 aprile - Joffre Guerrón, ex calciatore ecuadoriano
- 28 aprile - Lucas Jakubczyk, velocista tedesco
- 28 aprile - Mathilde Johansson, ex tennista francese
- 28 aprile - Jhonny Perozo, calciatore venezuelano († 2014)
- 28 aprile - Renato Eduardo de Oliveira Ribeiro, ex calciatore brasiliano
- 28 aprile - Sebastián Rusculleda, ex calciatore argentino
- 28 aprile - Einar Solberg, cantante e tastierista norvegese
- 29 aprile - Deniz Koyu, disc jockey e produttore discografico tedesco
- 29 aprile - Evgenija Berkovič, regista teatrale, poetessa e drammaturga russa
- 29 aprile - Yanick Bodemann, ex hockeista su ghiaccio austriaco
- 29 aprile - Vincent Braillard, pilota motociclistico svizzero
- 29 aprile - Julia Clukey, ex slittinista statunitense
- 29 aprile - Jay Lethal, wrestler statunitense
- 29 aprile - Francisco Mendoza, ex calciatore messicano
- 29 aprile - Kristof Ongenaet, cestista belga
- 29 aprile - Sébastien Tillous-Borde, ex rugbista a 15 e allenatore di rugby a 15 francese
- 30 aprile - Carmela Anaclerio, ex calciatrice italiana
- 30 aprile - Brian Baker, ex tennista statunitense
- 30 aprile - Chad Barrett, ex calciatore statunitense
- 30 aprile - Brandon Bass, ex cestista statunitense
- 30 aprile - Piero Cardano, attore italiano
- 30 aprile - Nazzareno Di Marco, discobolo italiano
- 30 aprile - Sergej Druz'jak, attore russo
- 30 aprile - Charity Egenti, ex cestista nigeriana
- 30 aprile - Elena Fanchini, sciatrice alpina italiana († 2023)
- 30 aprile - Gal Gadot, attrice e modella israeliana
- 30 aprile - Thomas Larrouquis, ex cestista francese
- 30 aprile - Jonathan Lobert, velista francese
- 30 aprile - Robert Lücken, canottiere olandese
- 30 aprile - Anne Matthes, pallavolista tedesca
- 30 aprile - Dzmitryj Mazaleŭski, ex calciatore bielorusso
- 30 aprile - Michael Mørkøv, ex pistard e ex ciclista su strada danese
- 30 aprile - Zahra Nemati, arciera iraniana
- 30 aprile - Alexander Pöllhuber, ex calciatore austriaco
- 30 aprile - Guillaume Rippert, ex calciatore francese
- 30 aprile - Anthony Scaramozzino, ex calciatore francese
- 30 aprile - Adam Varadi, calciatore ceco